# Munda
Munda je oblast největšího osídlení na New Georgii v Západní provincii na Šalomounových ostrovech. Tvoří ji několik vesnic, z nichž největší je Lambete. Munda se nachází na jihozápadním cípu západní části New Georgie, který se také někdy nazývá Munda Point.
Za druhé světové války zde bylo Japonci vybudováno letiště, o které se v roce 1943 svedla měsíc trvající bitva.

## Historie

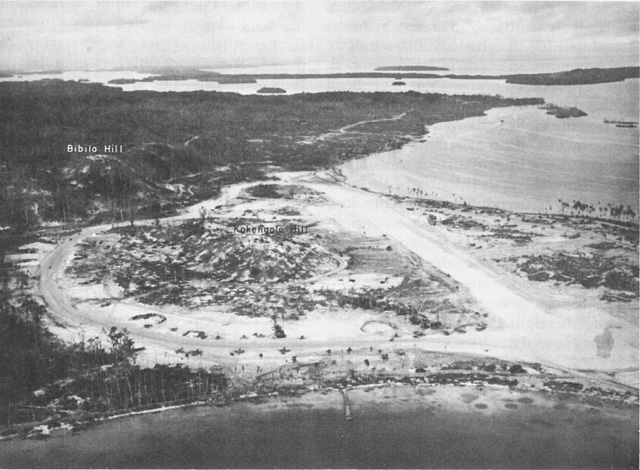
Letiště v roce 1943

Angličan Norman Wheatley založil v Munda kokosovou plantáž, kterou později vlastnil Australan Lesley Gill.
Během druhé světové války zde Japonci postavili letiště, které mělo sloužit jako základna pro útoky proti americkým pozicím na Guadalcanalu. Než bylo toto letiště zprovozněno, musela japonská letadla z pozemních základen startovat z Rabaulu na Nové Británii a Buin na Bougainville. Nové letiště v Munda mělo zkrátit vzdálenost od cílové oblasti. Konvoj se stavebními četami připlul do Munda 24. listopadu 1942. Stavba letiště byla maskována kokosovými palmami, které byly drženy ve vzduchu na natažených lanech a letiště se stavělo pod nimi. Americká letadla ale objevila stavbu letiště již 3. prosince a 9. prosince přišel první nálet B-17. Japoncům se ale podařilo letiště zprovoznit navzdory náletům a ostřelování z moře.

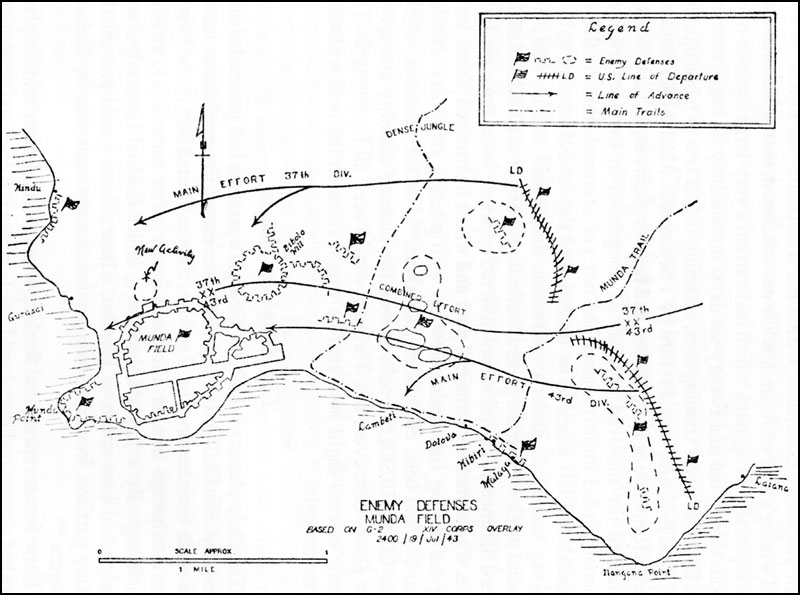
Spojenecký postup a japonské pozice v červenci a srpnu 1943

Když Spojenci koncem června 1943 zahájili novogeorgijskou kampaň, byla Munda jednou z japonských obranných pozic, kterou museli Spojenci dobýt. Ráno 30. června se Spojenci vylodili na nedalekém ostrově Rendova. Japonská pobřežní baterie 120mm a 140mm děl v Munda zahájila na invazní síly palbu, ale byla rychle umlčena torpédoborci. Jednotky určené pro útok na Munda se Američané rozhodli – navzdory zkušenostem z bojů o Guadalcanal – vylodit na 5 kilometrů východně vzdálené pláži Zanana, místo na bližší, ale lépe bráněné pláži Laiana. K vylodění 169. a 172. pluku 43. divize došlo 2. a 3. července. Následoval pomalý a vyčerpávající pochod džunglí, ale nakonec bylo 5. srpna 1943 letiště dobyto.

## Munda dnes
V Lambete – největší vesnici v Munda – se dnes nachází několik obchodů, Národní Šalomounská Banka, pošta, telefonní ústředna, letiště a malý přístav. Na pobřeží se nachází malý hotel pro turisty Agnes Lodge.
Lékařská péče v Munda zajišťuje Helena Goldie Hospital umístěná západně od Lambete a původně založená metodistickým misionářem reverendem J. F. Goldiem. Nemocnice je pojmenována po jeho ženě.
Správní centrum Západní provincie v Gizo je od Munda vzdáleno asi 1-2 hodiny člunem nebo 15 minut letu. Mezinárodní letiště Honiara na Guadalcanalu je vzdáleno hodinu letu a spojení zajišťují Solomon Airlines.